# Lycorina spilonotae
Lycorina spilonotae là một loài tò vò trong họ Ichneumonidae.